# ラナ・ユルチェヴィッチ
ラナ・ユルチェヴィッチ（クロアチア語: Lana Jurčević、1984年11月7日 -）は、クロアチアの女性歌手。1984年にザグレブで生まれ、2002年には、彼女自身の名前を冠したデビューアルバム『Lana』が発売された。
ラナには若年の頃から音楽の経歴があり、デビューの時点で既にミラナ・ヴラオヴィッチ（Milana Vlaović）、ニクシャ・ブラトシュ、アンテ・ペツォティッチ（Ante Pecotić）、ムツ・ソフティッチ（Muc Softić）、セヴェリナ・ヴチュコヴィッチなどと一緒にデュエットを組んで歌っていた。
2005年、ラナの楽曲「Ovo nije istina」（「リアルじゃない」の意）が、クロアチア・ラジオ・フェスティバルにて24サタ（24sata; Dvadeset četiri sata）の賞を獲得した。また、ルカ・ニジェティッチとのデュエット曲「Prava ljubav」もヒット曲となった。

## アルバム
1. Lana（2003年）
2. 1 razlog（2006年）
3. Volim biti zaljubljena（2008年）
4. Best of Lana "Kopija"（2010年）